# Diplazium pin-faense
Diplazium pin-faense là một loài thực vật có mạch trong họ Woodsiaceae. Loài này được Ching miêu tả khoa học đầu tiên năm 1936.